# NGC 891
NGC 891 (другие обозначения — UGC 1831, MCG 7-5-46, ZWG 538.52, IRAS02195+4209, PGC 9031) — спиральная галактика (Sb) в созвездии Андромеда.
Этот объект входит в число перечисленных в оригинальной редакции «Нового общего каталога».
Галактика NGC 891 входит в состав группы галактик NGC 1023. Помимо NGC 891 в группу также входят ещё 22 галактики.

## Наблюдение

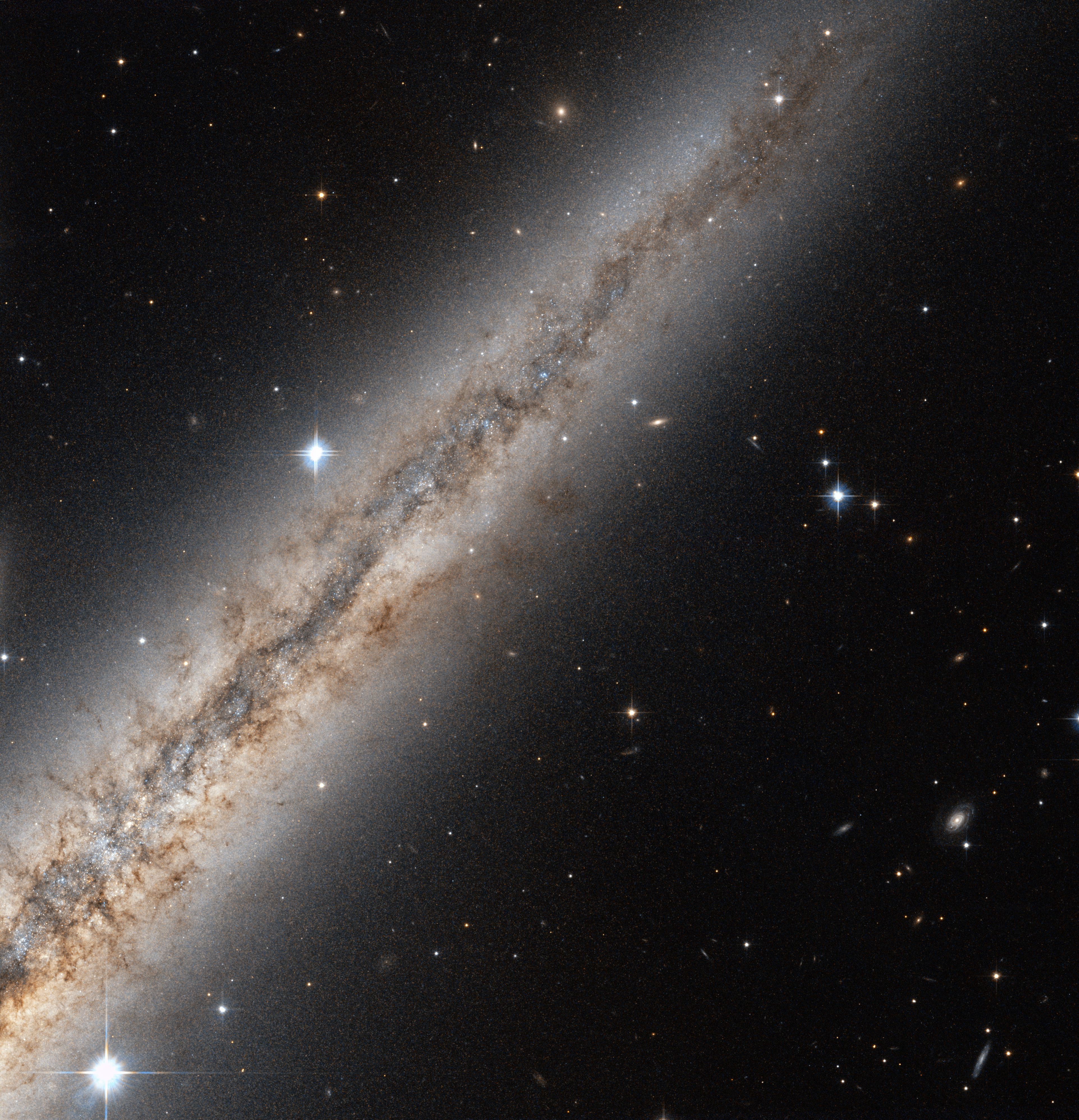
Снимок галактики, сделанный Большим бинокулярным телескопом

В 1986 году в галактике был замечен взрыв сверхновой SN 1986J.
12 октября 2005 года Большой бинокулярный телескоп сделал свой первый снимок, на котором запечатлел объект NGC 891.
Наблюдениями за галактикой NGC 891 выделен протяжённый диск и сравнительно небольшая ядерная область, при этом также обнаружилось, что компоненты имеют часть излучения нетепловой природы. В области ядра имеется уплощённая область в диаметре ~1400 пс и компактный компонент размером не более 140 пс.